# Tăng (nước)
Tăng (chữ Hán phồn thể: 鄫 hoặc 繒; chữ Hán giản thể: 缯; pinyin: Zēng) là một nước chư hầu thời kỳ Tiên Tần trong lịch sử Trung Quốc. Quốc quân họ Tự mang tước vị tử tước, vì tên đất được phong lúc ban đầu là Tăng nên thành ra tên nước; trải qua ba đời Hạ, Thương, Chu tồn tại hơn một ngàn năm mãi cho đến năm Lỗ Tương công thứ sáu (năm 567 TCN) mới bị nước Cử tiêu diệt.

## Dời đô
Nước Tăng từ lúc thành lập đến khi diệt vong đã nhiều lần dời đô, tên đất phong ban đầu nay là phía bắc huyện Phương Thành tỉnh Hà Nam, còn vị trí sau cùng nay thuộc huyện Lan Lăng tỉnh Sơn Đông, di chỉ thành cũ nằm ở bên trong khu vực thị trấn Hướng Cảnh đối diện phía đông núi Văn Phong Sơn huyện Lan Lăng. Sau khi nước Tăng bị diệt, Thái tử Vu Cứ nghe nói đã chạy sang nước Lỗ, con cháu của ông vì kỷ niệm cố quốc nên mới lấy tên nước "Tăng" (鄫) làm họ tộc, sau bỏ đi bộ ấp bên cạnh (阝) còn lại chữ Tăng (曾), làm thành nguồn gốc gia thế của họ Tăng.

## Lịch sử
Thời vua Thiếu Khang nhà Hạ đã phong cho người con thứ là Khúc Liệt tại đất Tăng (nay là phía bắc huyện Phương Thành tỉnh Hà Nam). Đến thời Tây Chu thì nước Tằng mới dời đô sang Tăng thành nay là phía tây bắc huyện Lan Lăng thành phố Lâm Nghi tỉnh Sơn Đông. Do quốc gia này chỉ là một nước nhỏ vào thời Xuân Thu nên hay bị các nước lân cận như Cử, Trâu và Lỗ ức hiếp. Nhằm cải thiện mối quan hệ với các nước láng giềng mang tước hầu, Tăng bèn nhân dịp này mà thiết lập mối quan hệ hôn nhân với nước Lỗ đang ngày càng lớn mạnh.
Năm 569 TCN, nước Lỗ thỉnh cầu bá chủ đương thời là nước Tấn, mong muốn đem nước Tăng ra làm nước phụ thuộc của mình, lại thay nước Lỗ phụ trách việc cung cấp một phần thuế khóa cho nước minh chủ. Về sau nước Tăng nương nhờ vào thái độ của nước Tấn và nước Lỗ đã khiến cho nước Cử cực lực phản đối và bất mãn. Tháng 10 năm 569 TCN, nước Cử liên minh cùng nước Trâu tiến đánh nước Tăng, nước Lỗ bèn phái đại phu Tang Hột xuất binh cứu Tăng, kết quả bị đánh bại.
Năm 570 TCN, nước Tăng tham gia vào hội thề liên minh chống Sở với các nước Tống, Trần, Vệ, Trịnh, Tào, Cử, Trâu, Đằng, Tiết, Ngô do nước Tề chủ trì, nước Tăng nhờ vậy mà được dịp nghỉ ngơi. Năm 567 TCN, người nước Tăng vì cậy có nước Lỗ làm hậu thuẫn mà tỏ ý khinh nhờn nước Cử. Vua nước Cử cực kỳ tức giận, nắm lấy thời cơ nước Lỗ lơ là trong việc cứu giúp nước Tăng, bèn phát binh tiêu diệt luôn nước này.

## Vua nước Tằng
| Thụy hiệu       | Họ tên       | Thời gian tại vị        | Thân phận và ghi chú           |
| --------------- | ------------ | ----------------------- | ------------------------------ |
|                 | Tự Khúc Liệt | thời vua Thiếu Khang    | con thứ vua Thiếu Khang nhà Hạ |
| đời sau chưa rõ |              |                         |                                |
|                 |              | đầu thời Chu Linh vương | 567 TCN bị nước Cử tiêu diệt   |